# Elements Garden
Elements Garden es el nombre de un grupo de compositores japoneses, reunidos en un estudio en el cual componen tanto en grupo como asistiendo a cada compositor individual en alguno de sus trabajos en solitario. Dentro de este grupo están reunidos varios compositores con bastante talento con el afán de componer la mejor música posible en sus trabajos.
Sus principales ámbitos de trabajo se circunscriben a la música tanto para animes japoneses como para videojuegos.

## Miembros
- Junpei Fujita.
- Noriyasu Agematsu.
- Hitoshi Fujima.
- Daisuke Kikuta.
- Masato Nakayama.

## Trabajos

### Trabajos para animes
| Título del Anime                      | Año de Salida | Tema                                                  | Compositor        | Arreglista                          |
| ------------------------------------- | ------------- | ----------------------------------------------------- | ----------------- | ----------------------------------- |
| Chrono Crusade                        | 2003          | "Tsubasa wa Pleasure Line" (OP)                       | Noriyasu Agematsu | Noriyasu Agematsu                   |
| Di Gi Charat: Leave it to Piyoko!     | 2003          | "Knighthood ~ The number one dream in the world" (ED) | Noriyasu Agematsu | Hitoshi Fujima                      |
| Grenadier - Hohoemi no Senshi         | 2004          | "KOHAKU" (OP)                                         | Junpei Fujita     | Junpei Fujita                       |
| Grenadier - Hohoemi no Senshi         | 2004          | "Akatsuki no Sora wo Kakeru" (ED)                     | Toshiro Yabuki    | Junpei Fujita                       |
| Hatsukoi                              | 2004          | "Hatsukoi" (OP)                                       | Noriyasu Agematsu | Noriyasu Agematsu                   |
| Hatsukoi                              | 2004          | "Tadaima" (ED)                                        | Noriyasu Agematsu | Hitoshi Fujima                      |
| Mai Hime                              | 2004          | INS1                                                  | Maasaki Iizuka    | Noriyasu Agematsu                   |
| Kamichu!                              | 2005          | "Hare nochi HARE" (OP)                                | Noriyasu Agematsu | Junpei Fujita                       |
| Kamichu!                              | 2005          | "Ice Candy" (ED)                                      | Junpei Fujita     | Junpei Fujita                       |
| Magical Girl Lyrical Nanoha A's       | 2005          | "ETERNAL BLAZE" (OP)                                  | Noriyasu Agematsu | Noriyasu Agematsu                   |
| Galaxy Angel Rune                     | 2006          | "Happy Flight" (ED)                                   | Noriyasu Agematsu | Junpei Fujita                       |
| Mamoru-kun ni Megami no Shukufuku wo! | 2006          | "Bravin' Bad Brew" (OP)                               | Noriyasu Agematsu | Junpei Fujita                       |
| The Melancholy of Haruhi Suzumiya     | 2006          | "Koi no Mikuru Densetsu" (OP)                         | Akiko Tomita      | Junpei Fujita                       |
| Blue Drop: Tenshi-tachi no Gikyoku    | 2007          | "BLUE" (OP)                                           | Clara             | Hitoshi Fujima                      |
| Blue Drop: Tenshi-tachi no Gikyoku    | 2007          | "Tsubomi -blue dreams" (ED)                           | Michio Igasa      | Junpei Fujita                       |
| Kiddy Grade 2                         | 2007          | Tema de la Prueba piloto en DVD                       | Daisuke Kikuta    | Daisuke Kikuta                      |
| Magical Girl Lyrical Nanoha Strikers  | 2007          | "Pray"(INS)                                           | Noriyasu Agematsu | Noriyasu Agematsu                   |
| Venus versus Virus                    | 2007          | "Bravin' Bad Brew" (OP)                               | Noriyasu Agematsu |                                     |
| Amatsuki                              | 2008          | "Casting Dice" (OP)                                   | Masaki Suzuki     | Hitoshi Fujima                      |
| Rosario + Vampire                     | 2008          | "COSMIC LOVE" (OP)                                    | Junpei Fujita     | Junpei Fujita                       |
| Rosario + Vampire                     | 2008          | "Dancing in the velvet moon" (ED)                     | Noriyasu Agematsu | Noriyasu Agematsu & Masato Nakayama |
| H2O ~Footprints in the Sand~          | 2008          | "Katayoku no Icarus" (OP)                             | Noriyasu Agematsu | Hitoshi Fujima                      |
| H2O ~Footprints in the Sand~          | 2008          | "Kazahane" (ED)                                       | Junpei Fujita     | Daisuke Kikuta                      |
| Kamigami No Asobi                     | 2014          | "Reason for" (ED)                                     | Hitoshi Fujima    |                                     |
| Kamigami no Asobi                     | 2014          | "Till the end" (OP)                                   | Noriyasu Agematsu |                                     |